# Horror vacui

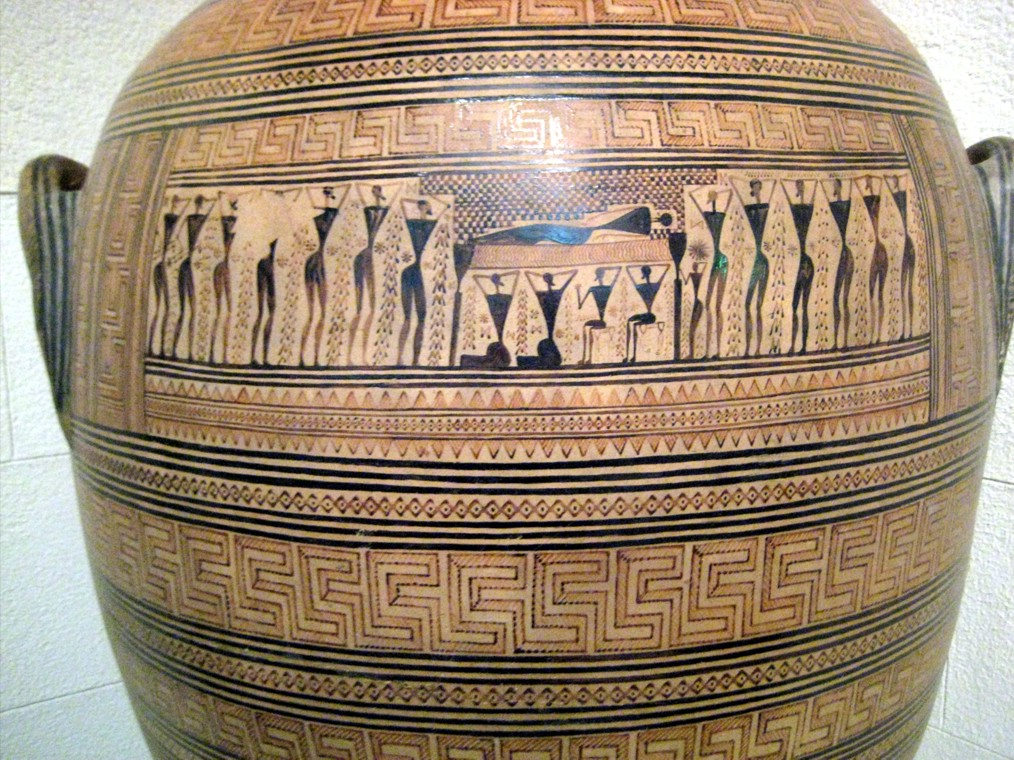
Приклад horror vacui — оздоблення діпилонської вази.

Horror vacui (у перекладі з латинської — страх порожнечі) — тенденція в образотворчому мистецтві, що проявляється у заповненні всієї поверхні об'єкта декоративними елементами, без залишення пустого тла.
Зазвичай, зустрічається в мистецтвах багатьох культур (переважно архаїчного або раннього періоду розвитку), наприклад, кельтів, індійців, у мистецтві Ісламу і бароко (на противагу amor vacui, що навпаки воліє до порожнечі простору, існує у мистецтві рококо, класичному японському та китайському живописі, сучасному мистецтві).
Одним з крайніх прикладів такого підходу (страху порожнечі) у сучасній дійсності є заповнення рекламними зображеннями транспортних засобів (автомобілі, автобуси), багато подібних зразків зустрічається нині в Індії.